# Yeniözerli, Kayapınar
Yeniözerli là một xã thuộc quận Kayapınar, tỉnh Diyarbakır, Thổ Nhĩ Kỳ. Dân số thời điểm năm 2008 là 230 người.